# Captain Cook Highway
Der Captain Cook Highway ist eine relativ kurze Fernverkehrsstraße im tropischen Norden des australischen Bundesstaates Queensland. Er verläuft über eine Länge von 75 km in Südnord-Richtung und verbindet Cairns mit Mossman und dem Daintree-Nationalpark.

## Verlauf
Der Captain Cook Highway beginnt im Zentrum von Cairns. Dort bildet er eine Fortsetzung des von Brisbane im Süden her kommenden Bruce Highway (NA1). Von diesem übernimmt er in seinem südlichen Teilabschnitt auch die Beschilderung als National Highway 1 und ist somit Teil jener Route, die den australischen Kontinent umrundet.
Etwa 12 km nördlich von Cairns, in Smithfield, zweigt der Kennedy Highway in westlicher Richtung ab. Ab diesem Punkt ist der Captain Cook Highway als Staatsstraße 44 (S44) ausgeschildert. Er verläuft weiter in nordwestlicher Richtung. Dabei folgt er dem Verlauf der Küste des Landes und windet sich zwischen der Küste einerseits und tropischem Regenwald auf der anderen Seite der Straße. Dies macht die Strecke besonders bei Touristen sehr beliebt. Nach etwa 49 km ist die Abzweigung zur Hafenstadt Port Douglas erreicht. 14 km weiter nördlich liegt Mossman Hier trifft der Captain Cook Highway auf die Mossman-Daintree Road und endet. Von Mossman aus führen Straßen weiter in Richtung Norden nach Cooktown und die Cape York Halbinsel sowie in den nahegelegenen Daintree-Nationalpark mit dem bekannten Cape Tribulation.
Der höchste Punkt im Verlauf des Highways liegt auf 119 m, der niedrigste auf 2 m. Die maximale Steigung auf dem bergigen Highway beträgt mehr als 15 %.